# Le Jura bernois (journal)
Pour les articles homonymes, voir Jura bernois (homonymie).
 (novembre 2022).
Le Jura bernois a été un quotidien suisse de langue française imprimé à Saint-Imier dans le Jura bernois, la partie francophone du canton de Berne. Il fut le plus petit quotidien suisse. Il ne paraît plus que trois fois par semaine à partir de janvier 1980. Il a disparu sous ce titre en 1992.
Fondé en 1862, Le Jura bernois a été édité par la famille Grossniklaus depuis le 1er janvier 1873, puis repris par Jacques Biland (époux de Josette Grossniklaus).